# 劉慎虛
劉慎虛（约714年—约767年），或作劉昚虛，字全乙，亦字挺卿，號易軒，洪州新吳縣（今江西奉新縣）人，唐朝官員、山水田园诗派诗人。著有《鶺鴒集》五卷，已佚。《全唐詩》存其十五首。
唐玄宗開元年間中舉博學宏詞科，累官至崇文館校書郎。洪州刺史吳兢嘉勉其行，改其故里為孝弟鄉。

## 亲友
好友：贺知章、包融、张旭，四人一同被誉为“吴中四友”。

## 评价
刘慎虚的诗作清幽高雅，寓景于情。风格与孟浩然、常建类似，因其喜好和佛道出家人谈禅论道，诗作中充满了禅味。唐人殷璠的《河岳英灵集》錄其詩十一首，並说他“情幽兴远，思苦语奇。忽有所得，便惊众听。”清人宋婉稱：“诵刘慎虚诗，勿患其少。”